# 装甲艇
装甲艇（そうこうてい）は、大日本帝国陸軍の砲艇/戦闘用舟艇。日中戦争（支那事変）や太平洋戦争（大東亜戦争）で使用された。AB艇とも。

## 概要
古くから上陸戦の研究に熱心だった日本陸軍は、上陸用舟艇の護衛と上陸支援のために専用の戦闘用舟艇の開発を計画。1928年（昭和3年）に試作艇が完成し、装甲艇「さきがけ」と命名された。その後、2号艇「勝鬨」、3号艇と改良を重ね、1930年代前半から3号艇を基本とした量産型を生産に移した。以後も、若干の改良が続けられている。
装甲艇は、名称の通り船体と上部構造物に装甲が施されている。武装は、戦車砲1門と機関銃2丁をそれぞれ砲塔式で搭載するのが基本で、1号艇では37mm狙撃砲、2号艇以降は八九式中戦車の主砲と同じ九〇式57mm戦車砲を搭載していた。1938年（昭和13年）以降の艇では57mm戦車砲2門と機関銃となった。
日中戦争では沿岸や河川で広く活躍し、太平洋戦争でも上陸戦や海上輸送時に大発動艇（大発）などの護衛として使用された。
護衛用舟艇はその後も改良が続けられ、大戦中には、近海での行動が可能な護衛用舟艇として「せは艇」「せに艇」「小護衛艇」が試作された。小護衛艇は生産型が建造され、大戦末期に日本近海航路の護衛任務に用いられた。これら改良型も、部隊では「装甲艇」あるいは「AB艇」と呼ばれた。戦後は、小護衛艇のうち3隻が海上保安庁の巡視艇に編入されている。
また、装甲艇の速度は遅く、太平洋戦争中の南方諸島水域でのアメリカ海軍のPTボートとの戦闘では有効な攻撃ができなかった。このため高速舟艇との戦闘用としては駆逐艇が開発されることとなった。

## 登場作品
『艦隊これくしょん -艦これ-』
上陸支援舟艇の一種として登場。艦娘に装備させると、地上型・魚雷艇型の敵に対する攻撃力・命中率が上昇する。

## 参考資料
- 藤田昌雄「『陸軍船舶隊』の知られざる記録」『丸』2008年4月号、潮書房。